# 光合磷酸化

科学家查尔斯·巴恩斯（Charles Barnes）于1893年首次使用“光合作用”一词。 这个词取自两个希腊词， photos表示光，而synthesis在化学中表示将简单的物质结合起来产生新物质。 因此，在光的存在下，食物的合成被称为“光合作用”。 上图表现了在类囊体膜中的非循环光合磷酸化过程，它通过光合作用中的光依赖性反应进行。

在光合作用的过程中，以阳光作为能量源，将ADP磷酸化为ATP的过程称为光合磷酸化 。 循环光磷酸化在有氧和无氧条件下都会发生。生命体只有两种能量来源：阳光和氧化还原反应。 所有生物都会产生ATP ，它是生命的通用能源。 在光合作用中，ATP的合成通常包括水的光解或光解离 ，以及电子从水到光系统II的连续单向流动。 
在光合磷酸化中，光能用于产生高能电子供体和低能电子受体。 然后， 电子通过电子传输链自发地从供体向受体移动。

## ATP和反应
ATP是由一种称为ATP合酶的酶合成的。 在所有已知的生命形式中，该酶的结构及为其编码的基因都非常相似。 卡尔文循环是光合作用最重要的部分。 
ATP合酶由跨膜电化学势梯度 （通常以质子梯度的形式存在）驱动。 电子传输链的功能是产生这种梯度。 在所有生命体中，一系列氧化还原反应被用来产生跨膜的电化学势梯度或质子动力（pmf）。 
在氧化还原反应中，电子从供体分子转移到受体分子。 驱动这些反应的根本动力是反应物和产物的吉布斯自由能 。 吉布斯自由能是指可以用来做功的（“自由”的）能量。 在系统等压且绝热的条件下，降低系统总体吉布斯自由能的任何反应都将自发进行；但如果在动力学上受到抑制，反应可能会进行缓慢。 
电子从高能分子（供体）到低能分子（受体）的转移可以在空间上被分为一系列中间的氧化还原反应。 这是电子传输链 。 
反应在热力学上可能并不意味着它实际上会发生。 氢气和氧气的混合物不会自燃。 为了使大多数生化反应以有用的速率进行，提供活化能或降低系统的固有活化能是必要的。 生物系统使用复杂的大分子结构来降低生物化学反应的活化能。 
将热力学上有利的反应（从高能态到低能态的转变）与热力学上不利的反应（例如电荷分离或渗透梯度的产生）结合起来，既减少系统总自由能的（使其在热力学上成为可能），又能同时做有用功是可能的。 当且仅当热力学上有利的反应同时发生时，生物大分子才能催化热力学上不利的反应。这条原理是所有已知生命形式的基础。 
电子传输链（通常称为ETC）以跨膜电化学势梯度的形式产生能量。 这种能量被用来做有用功。 这种梯度可用于跨膜转运分子。 它可以用来做机械功，例如旋转细菌鞭毛 。 它可以用来产生ATP和NADPH ，这些高能分子是生长必需的。 

## 循环光合磷酸化
这种形式的光合磷酸化作用发生在叶绿体的基质层或品格通道上。 在循环光合磷酸化中，从PS1的P700释放的高能电子顺着一条环状路径流动。 在循环电子流中，电子从称为光系统 I的色素复合物开始，从主要受体传递至铁氧还蛋白 ，接着传递至质体醌 ，然后传递到细胞色素b6f （它类似于线粒体中发现的络合物），最后通过质体蓝素返回光系统 I 。 该运输链产生质子动力，以将{\displaystyle {\ce {H+}}}离子泵到膜外。这产生了一个浓度梯度，它在化学渗透过程中用来驱动ATP合酶 。 这条反应路径被称为循环光合磷酸化，它既不产生{\displaystyle {\ce {O2}}}也不产生NADPH。 与非循环光合磷酸化不同，电子没有被{\displaystyle {\ce {NADP+}}}吸收，而是被送回细胞色素b6f复合体。 
细菌的光合作用中使用了一个光系统，因此它们也参与了循环光合磷酸化。 厌氧条件下以及高辐照度和CO 2补偿点条件都对循环光合磷酸化有利。 

## 非循环光合磷酸化
另一条反应途径是非循环光合磷酸化。它分为两个阶段，涉及两个不同的叶绿素光系统。 非循环光合磷酸化发生在类囊体膜中，它是一个光反应。首先，一个水分子被分解成{\displaystyle {\ce {2 H^+ + {\frac {1}{2}}O2 + 2e^-}}}，这个过程被称为光解 （或光分裂 ）。 其中的两个电子保留在光系统II中，而{\displaystyle {\ce {2 H^+}}}和{\displaystyle {\ce {{\frac {1}{2}}O2}}}则留作之后使用。 然后，光系统反应核心中心周围的光合色素吸收一个光子。 光激发这些色素中的电子，引起连锁反应，最终将能量转移到光系统II的核心，并激发主要电子受体脱镁叶绿素的两个电子。 电子的不足由另一个水分子中的电子来补充。 电子从脱镁叶绿素传输到质体醌 ，它从脱镁叶绿素接受{\displaystyle {\ce {2 e^-}}}，从基质接受两个{\displaystyle {\ce {H^+}}}离子并合成{\displaystyle {\ce {PQH2}}}。它后来被分解成{\displaystyle {\ce {PQ}}}，将两个电子释放到细胞色素b6f复合，两个{\displaystyle {\ce {H+}}}离子释放到类囊体腔中 。 接着，电子通过Cyt b6和Cyt f。 然后，它们被传递到质体蓝蛋白中，这个过程为氢离子（{\displaystyle {\ce {H+}}}）提供能量，以将其泵入类囊体空间。 它产生了一个梯度，使{\displaystyle {\ce {H+}}}离子流回到叶绿体的基质中，从而为ATP的再生提供能量。 
光系统II复合物用外部的电子替代了损失的电子。但另外两个电子却没有像它们一样以类似循环路径的方式返回光系统II。 事实上，仍然被激发的电子被转移到一个光系统I络合物中，第二个来自太阳的光子将它们的能级提高到一个更高的水平。 高激发电子被转移到一个受体分子上，这个受体被称为铁氧还蛋白-NADP +还原酶，该酶利用它们来催化反应（如下所示）： 
{\displaystyle {\ce {NADP+ + 2H+ + 2e- -> NADPH + H+}}}
这个反应消耗了水分解产生的{\displaystyle {\ce {H+}}}离子。最终，这个反应消耗了光子和水，并生成了{\displaystyle {\ce {{\frac {1}{2}}O2}}}、ATP、NADPH与{\displaystyle {\ce {H+}}}。 
叶绿体中NADPH的浓度高低可能有助于调节电子在光反应中经过哪条路径。 当叶绿体为卡尔文循环提供的ATP数量较低时，NADPH会积累，使得反应路径可能会从非循环电子流转移到循环电子流。

## 早期研究历史
1950年， 奥托·坎德勒 （ Otto Kandler）用完整的小球藻细胞进行试验，首次提出了光合磷酸化在体内发生的实验证据。坎德勒将实验中的发现解释为光依赖性的ATP形成过程。  1954年， Daniel I. Arnon等人。 在{\displaystyle {\ce {P^{32}}}}的帮助下，发现了在分离到体外的叶绿体中的光合磷酸化 。  他对光合磷酸化早期研究过程的第一篇评论发表于1956年。 